# In years defaced
In years defaced is een compositie van Gerald Finzi. Het is een toonzetting van een gedicht van Thomas Hardy. Finzi schreef het lied origineel voor zangstem en pianobegeleiding. Publicatie van het lied vond pas plaats toen de componist was overleden, de titel wees daar al op (vertaling: in de loop der jaren uitgewist).
Ter viering van Finzi’s 100ste geboortedag werd vijf componisten gevraagd liederen van Finzi te orkestreren. In years defaced werd de titel van de liederencyclus waarvan deze toonzetting het derde lied vormt. Jeremy Dale Roberts verzorgde voor dit lied de orkestratie en liet het daarbij in de originele toonsoort staan.
Roberts schreef voor:
- 2 dwarsfluiten (II ook piccolo), 2 hobo’s (II ook althobo), 2 klarinetten (II ook basklarinet), 2 fagotten
- 2 hoorns, 2 trompetten, 2 trombones, 0 tuba
- pauken, 2 man/vrouw percussie, harp
- violen, altviolen, celli, contrabassen

## Discografie
- Uitvoering Chandos: John Mark Ainsley (tenor), City of London Sinfonia o.l.v. Richard Hickox, opname 2000 (In years defaced)

lied 1: To a poet a thousand years hence ·
lied 2: When I set out for Lyonnesse ·
lied 3: In years defaced ·
lied 4: Tall nettles ·
lied 5: At a lunar eclipse ·
lied 6: Proud songsters